# Choum (Mauretanien)
Choum (arabisch شوم, DMG Šūm) ist ein Ort in der Region Adrar in Mauretanien. Innerhalb dieser liegt er im Département Atar nahe der Grenze zur Westsahara und hat 2049 Einwohner (Stand 2013).

## Geographie
Choum liegt im westlichen Teil der Sahara in einer Ebene westlich einer Bergkette, die ein nördlicher Ausläufer des Adrar-Plateaus ist. Gut 60 Kilometer westlich des Ortes liegt Afrikas größter Monolith, der Ben Amira oder Ben Amera.

## Verkehr
Choum liegt an der mauretanischen Nationalstraße 1, die von Nouakchott im Südwesten des Landes über Atar, Choum und Zouérat bis in den abgelegenen Norden des Landes führt. Weiterhin ist Choum ein Halt an der Bahnstrecke Nouadhibou–M’Haoudat, die für den Transport von Eisenerz aus dem Inland an die Küste gebaut wurde, aber auch für Personenverkehr genutzt wird. Nordöstlich von Choum führt diese Strecke genau wie die parallel verlaufende Nationalstraße für wenige Kilometer durch Territorium der Westsahara.